# گپ (برنامه تلویزیونی)
گپ یک برنامهٔ تلویزیونی ساختهٔ رامبد جوان است که با هدف کاهش فاصلهٔ میان بازیگران ایرانی با مخاطبانشان ساخته شده‌است. تولید فصل اول این مجموعه در ۱۴ قسمت و از فروردین ۱۳۹۱ به صورت هفتگی از شبکهٔ آی فیلم پخش شد.
در هر قسمت از این برنامه، با یکی از بازیگران مطرح، در مکانی که خود او پیشنهاد می‌کند، گفتگو انجام می‌شود و او از زندگی شخصی و کاری خود صحبت می‌کند. در قسمت اول گپ، به ایدهٔ ساخت این مجموعه توسط رامبد جوان نیز پرداخته شد.
نویسندگی این مجموعه بر عهده گروه ایده میده به سرپرستی رامبد جوان بود. اعضاءِ گروه ایده میده که نویسندگی گپ را انجام دادند، روزبه حسینی، شوکا کریمی، پویا مهدوی‌زاده و فرهاد غلامیان بودند.

## مجریان
- رامبد جوان
- سحر دولتشاهی

## مهمانان به ترتیب قسمت های برنامه
- قسمت اول: اشکان خطیبی
- قسمت دوم: مهدی فخیم‌زاده
- قسمت سوم: سیامک انصاری
- قسمت چهارم: مریلا زارعی
- قسمت پنجم: داود رشیدی
- قسمت ششم: امین تارخ
- قسمت هفتم: پانته‌آ بهرام
- قسمت هشتم: امیرحسین رستمی
- قسمت نهم: نسرین مقانلو
- قسمت دهم: رضا عطاران
- قسمت یازدهم: مهرانه مهین‌ترابی
- قسمت دوازدهم: مهراب قاسم‌خانی